# Caprainea
Caprainea är ett släkte av urinsekter. Caprainea ingår i familjen Sminthuridae.
Släktet innehåller bara arten Caprainea marginata.